# Merremia dimorphophylla
Merremia dimorphophylla är en vindeväxtart. Merremia dimorphophylla ingår i släktet Merremia och familjen vindeväxter.

## Underarter
Arten delas in i följande underarter:
- M. d. dimorphophylla
- M. d. ogadenensis